# Réseau Action Climat
 (octobre 2014).
Le Réseau Action Climat – France (RAC) est une association loi de 1901 fondée en 1996, spécialisée sur le thème des changements climatiques. Il est le représentant français du Climate Action Network International, réseau mondial de plus de 1 900 organisations non gouvernementales (ONG) dans 130 pays dont le but est d’inciter les gouvernements et les citoyens à prendre des mesures pour limiter l’impact des activités humaines sur le réchauffement climatique.

## Organisation

### Membres du réseau
Le Réseau Action Climat - France regroupe 27 organisations nationales de défense de l’environnement, d’usagers des transports, de promotion d’alternatives énergétiques et de solidarité internationale. 
Il comprend également 10 associations locales et un collège d’adhérents individuels.

### Création du Réseau Action Climat - France
La naissance du RAC-F intervient à la suite de trois événements :
Le débat sur l'énergie lancé en 1994 par Michel Barnier et confié à Jean-Pierre Souviron ouvre la discussion entre l'État et les ONG, représentées entre autres par Bertrand Charrier (Fondation Cousteau), Pierre Radanne (coopérative d'experts INESTENE), Benjamin Dessus (Global Chance), Gérard Savatier (ASDER), Pierre Samuel (Les Amis de la Terre - France). Les ONG publient alors un livre blanc collectif sur l'énergie et organisent un colloque au Sénat, à l'invitation des sénateurs Jean-Luc Mélenchon et Philippe Richert.
Lors des négociations sur le climat, à Berlin en 1995, puis à Genève et à Bonn, les rares participants français non membres de la délégation gouvernementale, dont Antoine Bonduelle et Hélène Connor, se joignent au Climate Network Europe de Bruxelles (CNE, devenu depuis CAN-Europe), pour critiquer les positions françaises dans la négociation, alors en retrait sur les positions d'autres pays européens. Ce collectif est soutenu par les bureaux européens du WWF et de Greenpeace. Il organise avec ENDA-Dakar un atelier de formation et d'échange à la veille de la Conférence de Kyoto de 1997 sur les changements climatiques. Il participe aux évaluations indépendantes des politiques lancées au niveau européen par CNE.
Les principaux réseaux d'ONG français (France Nature Environnement, Les Amis de la Terre - France, WWF, Greenpeace) sont à cette époque affaiblis et apprécient la création d'un outil commun. FNE crée un poste conjoint avec le Réseau Action Climat, tandis que WWF Greenpeace et Les Amis de la Terre, membres du réseau climat international (CAN-I) s'appuient sur cette nouvelle structure indépendante des pouvoirs publics. Elle est aussi soutenue par l'association 4D, lancée à cette époque par Michel Mousel.

### Climate Action Network
Le Réseau Action Climat – France est le représentant français du Climate Action Network (CAN). Ce réseau international fédère plus de 1 500 ONG réparties dans plus de 130 pays autour de la lutte contre le réchauffement climatique.

### Agréments
Le Réseau Action Climat est agréé par l'État comme organisation de protection de la nature et association nationale de jeunesse et d’éducation populaire.
Au niveau international, le Réseau Action Climat dispose du statut d'observateur ONG à la Convention-cadre des Nations unies sur les changements climatiques (CCNUCC).

## Sensibiliser aux changements climatiques

### Observatoire climat-énergie
Présenté à la presse le 13 octobre 2018, l'observatoire climat-énergie assure un suivi et une évaluation de l'avancement de la transition énergétique en France par rapport aux objectifs du gouvernement. Il a été créé à l'initiative du Réseau Action Climat et du CLER - Réseau pour la transition énergétique.

### Sommets internationaux sur le climat
Le Réseau Action Climat est reconnu par la Convention-cadre des Nations unies sur les changements climatiques en tant qu'observateur non gouvernemental depuis 1997. Dans ce cadre, le RAC participe activement à l'ensemble des séances de négociations prévues chaque année par la Convention et y travaille en coordination avec les ONG du CAN Europe et du CAN International.
Chaque année, le RAC publie des notes de position et des analyses - qui reflètent les positions de ses associations membres - sur différents thèmes de la négociation.

### Politique nationale
L'ambition du Réseau Action Climat au niveau national est de pousser le gouvernement français et les parlementaires à prendre en compte l'urgence climatique et à intervenir rapidement pour limiter les émissions de gaz à effet de serre.
Pour cela, le Réseau Action Climat édite des rapports, notes de synthèses et sollicite les différents ministères et parlementaires pour les informer.
Dans l'entre-deux-tours de l'élection présidentielle française de 2017 qui oppose Marine Le Pen et Emmanuel Macron, le RAC appelle implicitement dans une tribune avec soixante autres associations à faire barrage à la candidate du Front national.

## Actions de représentation d'intérêts
Chaque année, le Réseau action climat déclare à la Haute Autorité pour la transparence de la vie publique exercer des actions de représentation d'intérêts pour un montant inférieur à 10 000 euros. Il déclare exercer cette activité pour 26 mandants, dont Greenpeace France, FNH, Agir pour l’environnement.